# Edificio El Corte Inglés de la Avenida de España
El edificio El Corte Inglés de la Avenida de España es una construcción de estilo moderno de principios del siglo XXI situada en la ciudad española de Albacete.

## Historia
El edificio fue construido entre los años 2006 y 2008, siendo inaugurado el 24 de abril de 2008 por el presidente de Castilla-La Mancha José María Barreda y el presidente de El Corte Inglés Isidoro Álvarez. Con un coste de 100 millones de euros, se convirtió en el centro más moderno de El Corte Inglés en Albacete.

## Características
El edificio se adscribe a los principios del movimiento moderno. Con una superficie de más de 77 000 metros cuadrados, cuenta con dos zonas bien diferenciadas: la fachada principal, y la fachada posterior, integrada por 522 módulos fotovoltaicos que producen energía renovable. Durante la noche adquiere una iluminación verdosa visible a gran distancia de la ciudad. Es obra de la arquitecta Natalia Santafé, quién lo define del siguiente modo:

La fachada principal, con orientación norte, es más permeable y transparente, donde queda patente la actividad comercial, en contraposición a la fachada posterior, con orientación sur, más maciza y rotunda, donde se han incorporado los paneles fotovoltaicos que, alternándose con vidrios, ofrecen un atractivo juego visual a la vez que actúan como fuente de generación de energía eléctrica.

El proyecto de integración arquitectónica consiste en la instalación de una segunda piel vertical sobre la fachada del edificio, que sustituye al muro cortina convencional, y una marquesina perimetral rodea todo el edificio, ocupando la parte inferior del marco blanco y contribuyendo así a unificar todo el conjunto.